# Ilídio Pinto Leandro
Ilídio Pinto Leandro (* 14. Dezember 1950 in Rio de Mel, Gemeinde Pindelo dos Milagres, Kreis São Pedro do Sul, Portugal; † 21. Februar 2020 in Viseu) war ein portugiesischer Geistlicher und römisch-katholischer Bischof von Viseu im Norden Portugals.

## Leben
Ilídio Pinto Leandro studierte Philosophie und Theologie am Seminário de S. José und empfing am 25. Dezember 1973 das Sakrament der Priesterweihe für das Bistum Viseu.
1992 erwarb er an der Alfonsiana in Rom das Lizenziat in Moraltheologie. Von 1992 bis 1998 war er Professor für Moraltheologie und Spiritual am Diözesanseminar in Viseu. Von 1993 bis 1998 war er zudem Hochschulseelsorger am Regionalcampus Beiras der Katholischen Universität von Portugal, von 1994 bis 1998 Präsident des Jugendpastoralsekretariats und von 1996 bis 1999 Diözesanassistent für das Institut Caritas Christi. Von 1998 bis 2005 war er Pfarrer in Canas de Senhorim sowie von 1999 bis 2000 Präsident der Bischofskommission für die Jugend.
Am 10. Juni 2006 ernannte ihn Papst Benedikt XVI. zum Bischof von Viseu. Der Bischof von Leiria-Fátima, António Augusto dos Santos Marto, spendete ihm am 23. Juli desselben Jahres die Bischofsweihe; Mitkonsekratoren waren der Erzbischof von Braga, Jorge Ferreira da Costa Ortiga, und der Bischof von Guarda, Manuel da Rocha Felício.
Papst Franziskus nahm am 3. Mai 2018 seinen vorzeitigen Rücktritt aus gesundheitlichen Gründen an.

## Ehrungen
- Viriato de Ouro, Auszeichnung der Gemeinde Viseu (2018)